# Tramlijn Hoorn - Bovenkarspel-Grootebroek
De tramlijn Hoorn - Bovenkarspel-Grootebroek was een normaalsporige tramlijn die Hoorn verbond met Bovenkarspel. De lijn werd bereden van 1913 tot eind 1935. Vanaf 1921 reden de trams door naar (en van) Enkhuizen.

## Aanleg en tracé
De lijn werd aangelegd door de in 1903 opgerichte Spoorweg-Maatschappij De Zuider Kogge, om het deel van oostelijk West-Friesland ten zuiden van de denkbeeldige lijn Hoorn-Enkhuizen beter te ontsluiten. In 1908 was het tracé vastgesteld. De lijn volgde, komende vanuit Hoorn, enige kilometers de spoorweg Hoorn-Enkhuizen, om dan naar het zuiden af te buigen en via onder meer Schellinkhout, Wijdenes, Hem en Venhuizen naar station Bovenkarspel-Grootebroek te gaan, waar het spoor weer aansloot op de spoorweg Hoorn-Enkhuizen.
Al voordat de aanleg van het spoor en de bouw van de stations voltooid waren, werd in 1910 de exploitatie overgedragen aan de Hollandsche IJzeren Spoorweg-Maatschappij (HIJSM). In Schellinkhout, Wijdenes, Hem en Venhuizen verrezen vrijwel identieke stationsgebouwtjes.
De lijn werd op 2 december 1913 in gebruik genomen. De aanleg had al met al zo'n f 700.000,- gekost, waarvan een derde deel (f 234.000,-) was verschaft door particulieren en lokale overheden in het gebied (gemeenten, het ambacht Drechterland en de polders) en de rest door provincie en Rijk.

## Exploitatie
De exploitatie van de lijn was in handen van de HIJSM, terwijl de eigendom van de spoorweg bleef berusten bij ZK. 
Tot aan het begin van de jaren dertig was de exploitatie wel winstgevend, daarna nam het gebruik gestaag af, vooral door de opkomst van auto's, bussen en vrachtwagens. Het vervangen van de stoomtractie door verbrandingsmotorrijtuigen uit de series omC 911-916 en 901-908 kon de exploitatiekosten niet voldoende drukken. De Nederlandse Spoorwegen, inmiddels eigenaar van de lijn, beëindigden in 1935 de exploitatie. 

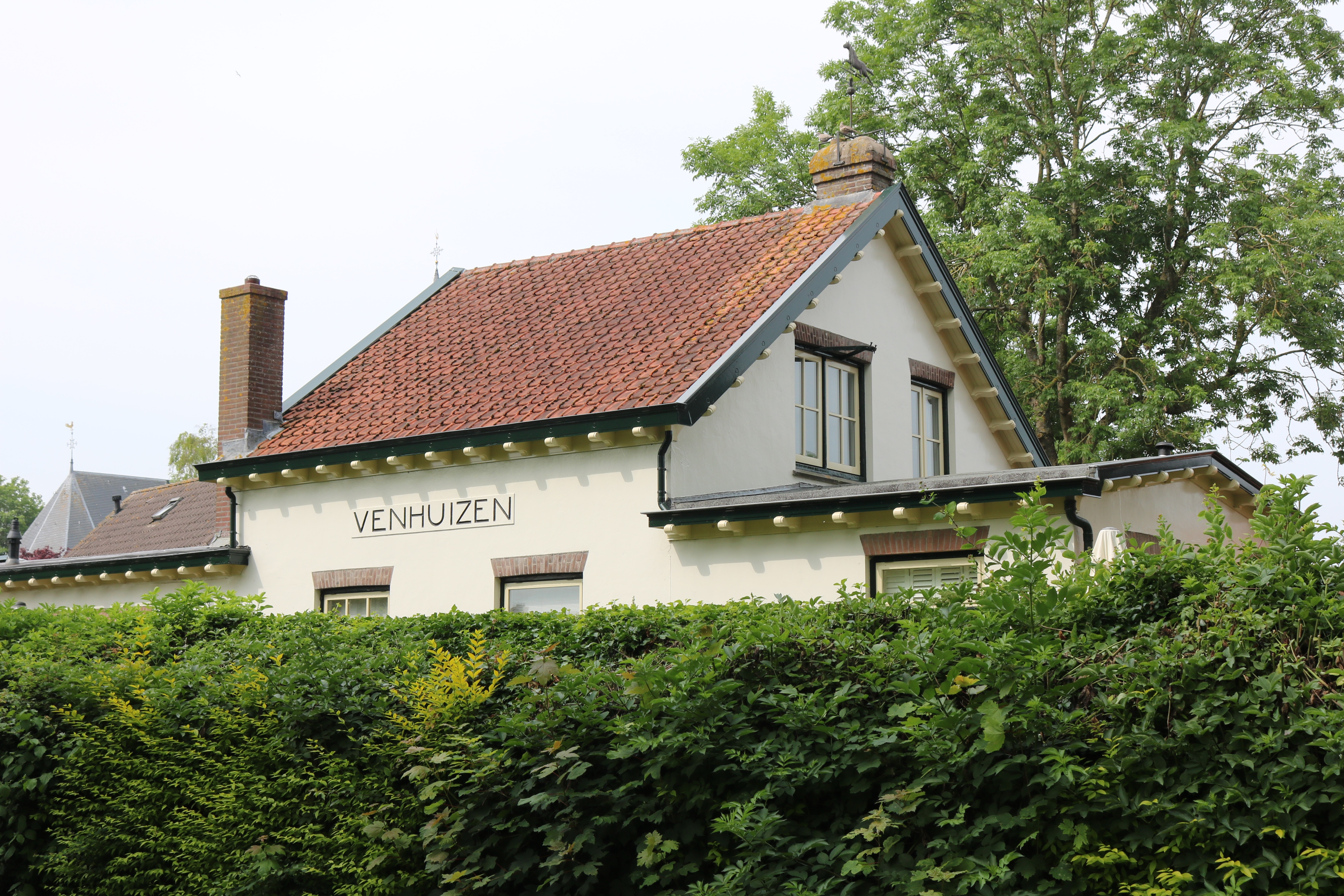
Halte Venhuizen in 2021
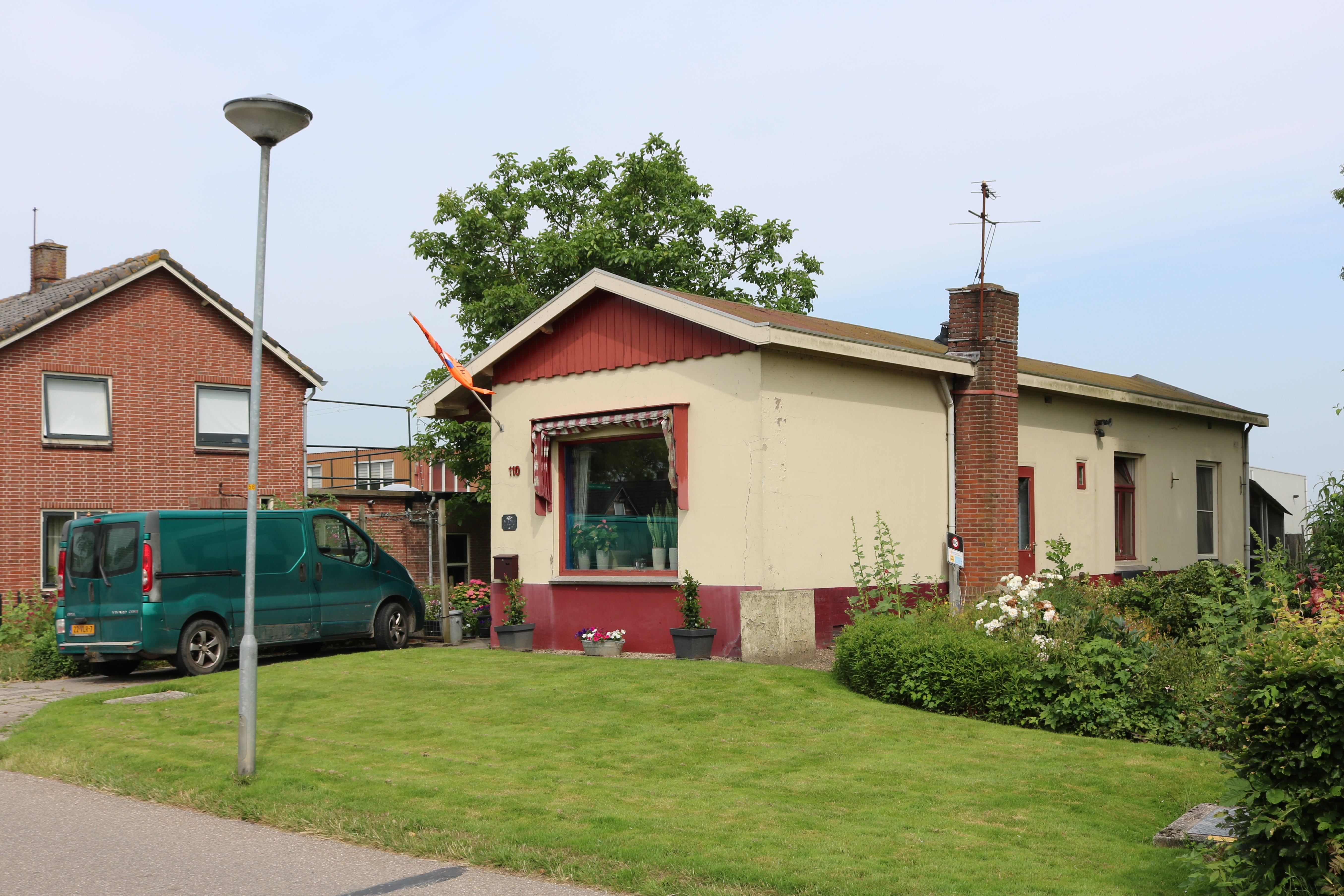
Halte 't Buurtje in 2021
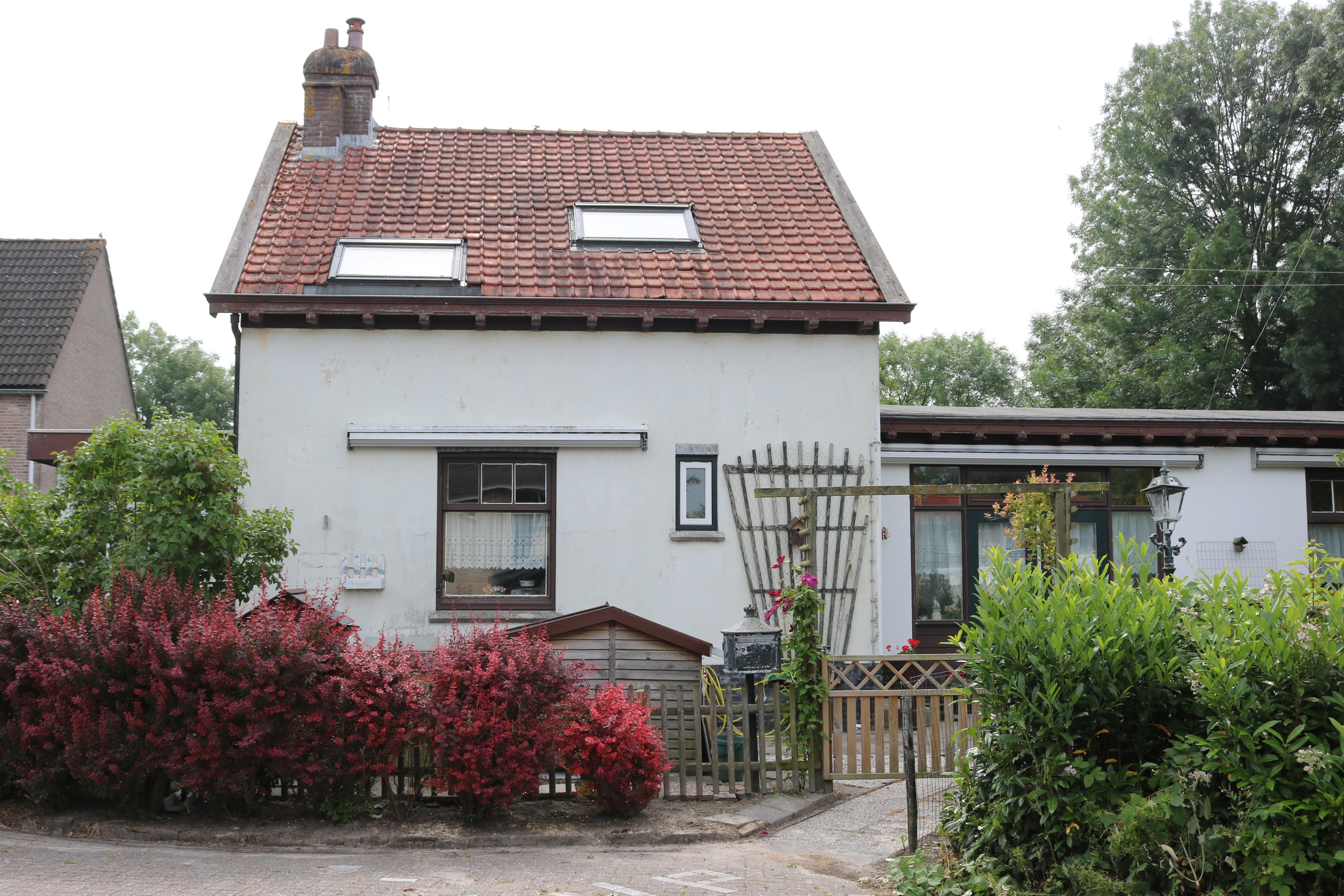
Halte Hem in 2021
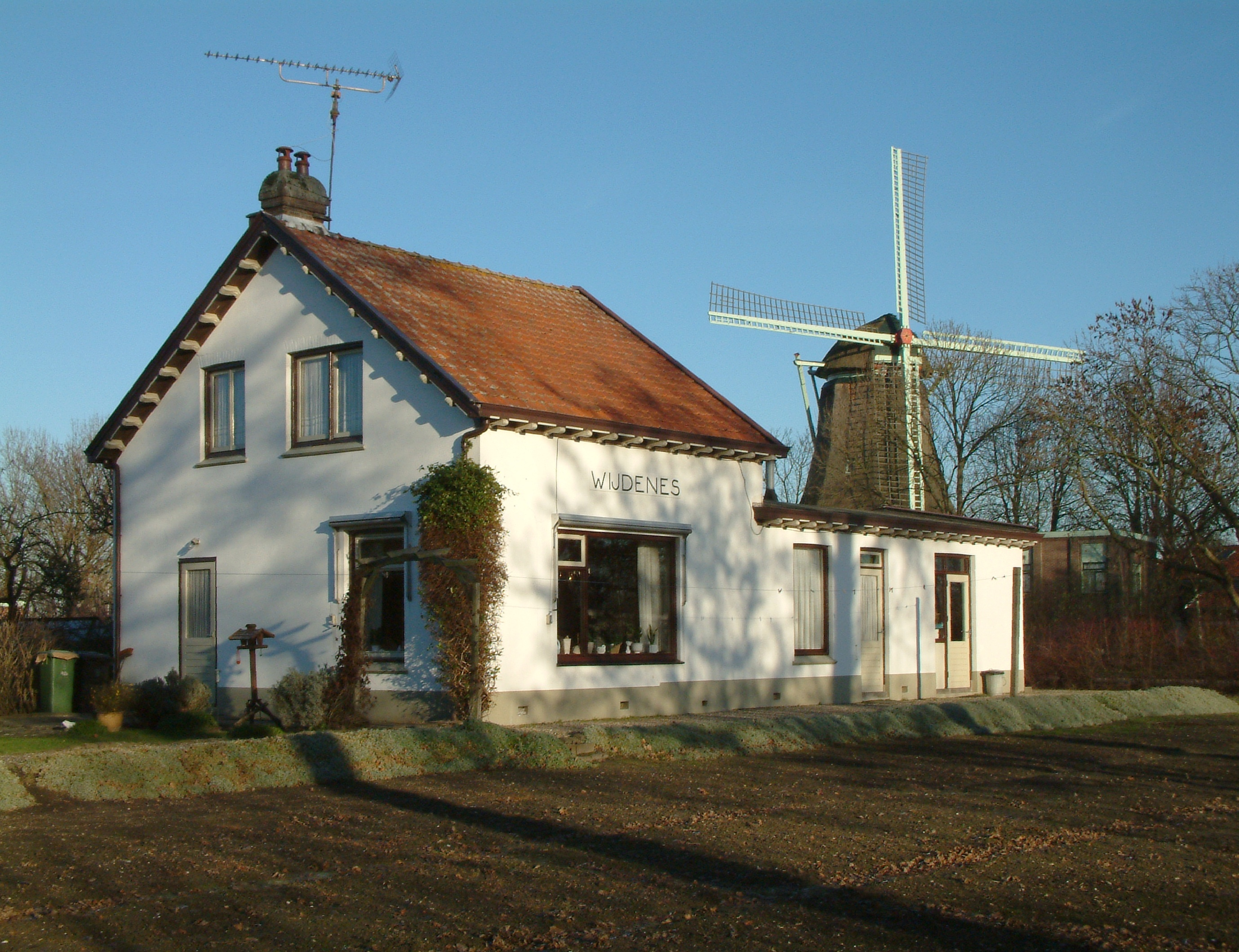
Halte Wijdenes in 2003